# Deraeocoris olivaceus
Deraeocoris olivaceus is een wants uit de familie van de blindwantsen (Miridae). De soort werd het eerst wetenschappelijk beschreven door Johann Christian Fabricius in 1777

## Uiterlijk
De enigszins brede, ovale, geelrode wants kan 8,5 tot 10,5 mm groot worden en is altijd langvleugelig (macropteer). De ondoorzichtige achterpunt van de voorvleugels (cuneus) is lichtrood en heeft een zwarte punt. Zoals andere halsbandwantsen zit tussen het halsschild en kop een duidelijke ring. De kop en antennes zijn ook geelrood, het laatste segment van de antennes is zwart, net als het laatste deel van het tweede en derde segment. De pootjes zijn lichtbruin, de dijen zijn zwart aan het begin en de schenen hebben witte ringen. De soort kan verward worden met andere soorten uit het genus Deraeocoris.

## Leefwijze
De soort overwintert als eitje, kent één generatie per jaar en de volwassen dieren kunnen van eind mei tot in augustus waargenomen worden op struiken en bomen van voornamelijk de rozenfamilie (Rosaceae), langs bosranden en in parken en tuinen. De wantsen zuigen aan bloemen en bessen maar eten ook bladluizen (Aphidoidea), bladvlooien (Psyllidae) en rupsen.

## Leefgebied
De soort komt voor in het Palearctisch gebied en in Azië tot in Japan en Korea. In Nederland is de soort algemeen met uitzondering van de kustgebieden waar hij zeldzamer is.